# Norberto La Porta
Norberto Luis La Porta (Parque Chacabuco, Buenos Aires, 22 de junio de 1938-Buenos Aires, 1 de abril de 2007) fue un político y maestro argentino. Dirigente del Partido Socialista Democrático y legislador porteño.

## Biografía
Nació el 22 de junio de 1938 en Parque Chacabuco, Buenos Aires, Argentina. Hijo de Ángela Rosa Deluchi, descendiente de inmigrantes genoveses y Felipe La Porta, italiano oriundo de Laurito, Salerno. Su padre había inmigrado de joven con sus hermanos y su madre, Antonia Speranza, de la familia de los barones Speranza de Laurito, dueños allí del Palacio Baronal Speranza.
Se recibió de maestro normal nacional en la Escuela Mariano Acosta y luego estudió Derecho en la Universidad de Buenos Aires.

### Trayectoria política

#### Comienzos en la actividad partidaria
Abandonó en tercer año, absorbido por su militancia política y gremial. Tuvo una activa participación en las organizaciones juveniles partidarias y universitarias, siendo gerente de la Cooperativa de Estudiantes de la Facultad de Derecho y Ciencias Sociales de la Universidad de Buenos Aires.
La Porta ingresó a la Juventud Socialista a los dieciséis años y pudo afiliarse al Partido Socialista a los dieciocho años cuando el partido estaba en las puertes de su mayor crisis y fragmentación. En ese momento, se alineó con el sector que lideraba Américo Ghioldi, que adoptó el nombre de Partido Socialista Democrático. Fue fundador de la revista Futuro y director periodístico del periódico socialista La Vanguardia en dos ocasiones. 
Su proyección política comenzó justamente después de la muerte de Ghioldi en 1984, cuando el PSD comienza a desandar el proceso que lo llevó en 1976 a apoyar expresamente la última dictadura militar argentina. La Porta contribuyó a la recuperación del socialismo a través de una política de unidd entre las diversas fracciones de la diàspora. Fue uno de los promotores de la Unidad Socialista (US), frente del PSD con diversos sectores de esa diáspora socialista. Después de décadas de dispersión, la US presentó en 1985 candidatos socialistas para las elecciones legislativas. 

#### Concejal en la legislatura
En 1989 es electo concejal porteño por el socialismo. En su persona, el Partido Socialista recuperó su representación en el Concejo Deliberante de la Ciudad de Buenos Aires, tras 23 años de ausencia. Allí se desempeñó como Presidente del Bloque de Concejales Socialistas por ocho años. Se destacó por sus denuncias contra el entonces intendente Carlos Grosso. Renunció a la vicepresidencia de la Comisión de Servicios Públicos en disidencia por el controversial dictamen en favor de la llamada "escuela shopping". En 1993 es reelecto en su cargo de concejal. En 1995 se publica el libro El Palacio de la Corrupción, donde sólo unos pocos concejales, entre ellos el propio La Porta, se encontraron libres de toda acusación de enriquecimiento o negocios ilegales.

#### Convencional constituyente
En 1994 luego del Pacto de Olivos, se llama a eleccionar para determinar quienes redactarán la nueva reforma de la Constitución Argentina. Con el 2% de los votos, la Alianza Unidad Socialista lo presentó a La Porta como presidente del bloque acompañado por Guillermo Estévez Boero y Alfredo Bravo. Integró las comisiones de Labor Parlamentaria y de Nuevos Derechos y Garantías.
En 1996 vuelve a formar parte de una convención constituyente, esta vez para darle forma a la nueva Constitución de la Ciudad de Buenos Aires.

#### Candidato a jefe de gobierno de Buenos Aires
En oposición al oficialismo, fuerzas progresistas independientes y de izquierda se aliaron para fundar el Frente País Solidario (Frepaso), coalición que La Porta ayudó a fundar. El partido fue creciendo significativamente en Buenos Aires hasta convertirse en la segunda fuerza política de la ciudad. En las primeras elecciones a jefe de gobierno porteño presentaron la fórmula Norberto La Porta - Aníbal Ibarra. Al llegar el día de las elecciones, estaba claro que los dos candidatos con verdaderas chances de ganar eran la Unión Civil Radical y el Frepaso. La Porta quedó segundo con el 26% de los votos detrás del postulante radical, Fernando de la Rúa, con el 39%.

#### Secretaría de Medio Ambiente
Durante el mandato de Fernando De la Rúa fue nombrado secretario de Medio Ambiente y Desarrollo Regional. Retendría el cargo en el gobierno de Aníbal Ibarra, quien en 2001 aumenta las atribuciones de esta secretaría, ya que ambos estaban juntos en el Movimiento por la Democracia y la Justicia Social. En 2002 La Porta renuncia a la secretaría para ser candidato a diputado nacional con el ARI, pero los votos no son suficientes para llegar al congreso. De su gestión como secretario de medio ambiente se destaca la creación del Parque de los Niños, la instalación de la Floralis Genérica, la inauguración de la Plaza de los Olmos y la plazoleta Mario Amaya.

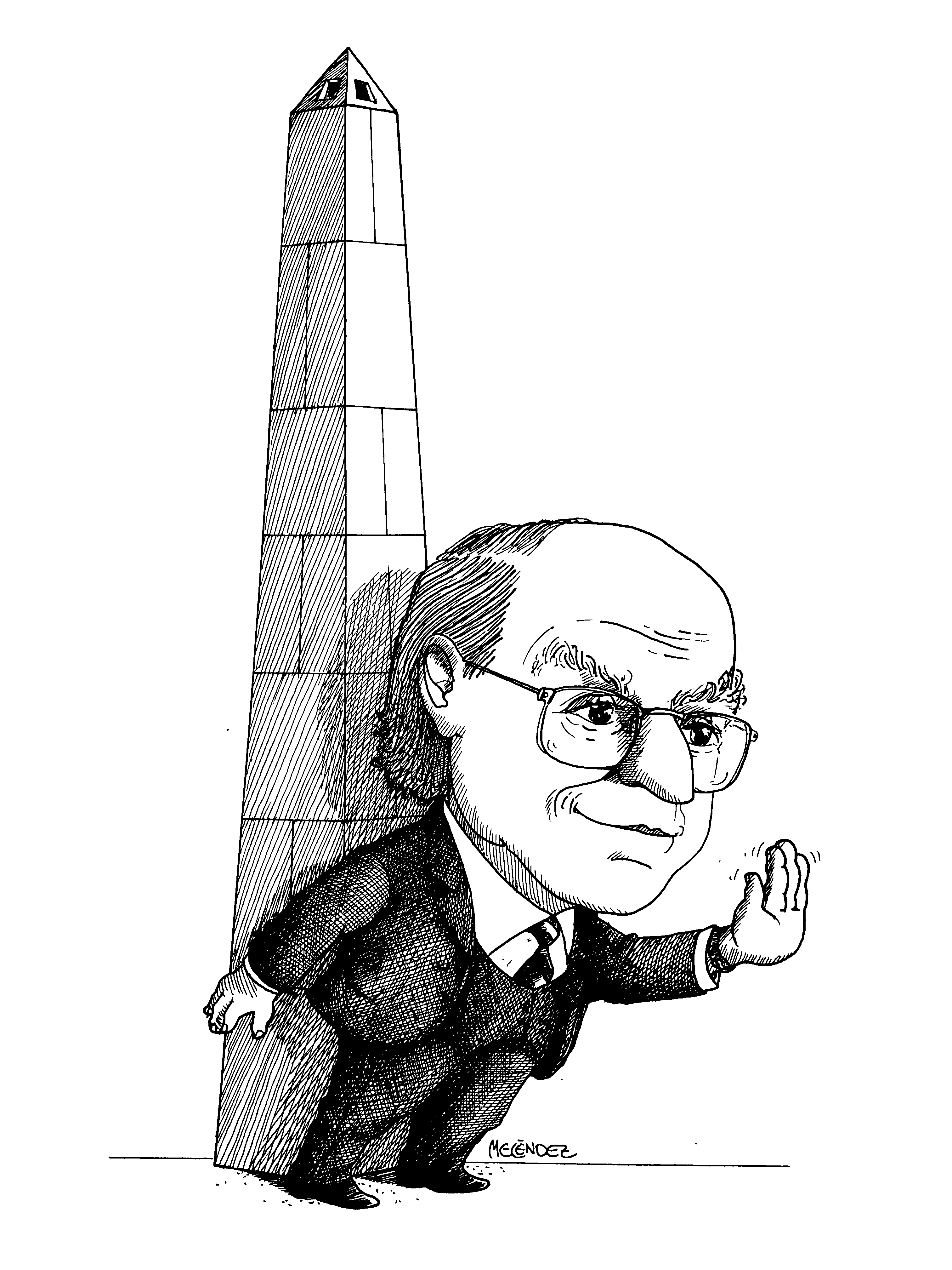
Norberto La Porta retratado por Meléndez

#### Diputado
El 24 de agosto de 2003 es electo diputado de la Ciudad de Buenos Aires encabezando la Lista de Fuerza Porteña con el 14% de los votos. Pasa a presidir la Comisión de Cultura y Comunicación de la Legislatura. Desde esa posición impulsó el nombramiento de ciudadanos ilustres a figuras como Bruno Gelber, Víctor Hugo, José María Peña, Pérez Celis, etc y sitio de interés cultural al Museo del Holocausto. A su vez creó el galardón anual “Historiador Porteño” y la ordenanza municipal que ordena a los comercios a mostrar su nombre en castellano. A él se debe la institución del 11 de junio como el día de la Ciudad de Buenos Aires.
También fue miembro del Comité Ejecutivo Nacional del Partido Socialista y la Mesa Directiva Nacional Socialista, ejerciendo hasta sus últimos días la presidencia de la Comisión de Acción Política. Antes del proceso de unidad del Partido Socialista, había ocupado los máximos cargos en la estructura partidaria del Partido Socialista Democrático, llegando a ocupar la Secretaría General del mismo.

### Fallecimiento
Norberto La Porta falleció el 1 de abril de 2007 a los 68 años, a la madrugada en el Hospital Italiano de Buenos Aires, luego de estar internado por dos semanas. Aunque se recuperó a un tumor maligno, producto de su afición a la pipa y el cigarrillo, no pudo con enfermedades similares. Sus restos fueron velados en la Legislatura de la Ciudad de Buenos Aires. Allí acudieron muchos dirigentes políticos, entre ellos Mauricio Macri, Daniel Scioli, y Raúl Alfonsín. Sus restos fueron inhumados en el Parque Memorial de Pilar.
Así hablaban de él Federico Pinedo y Rubén Giustiniani:
La Argentina acaba de perder algo más que a un dirigente valioso: el socialista Norberto La Porta, fue un político íntegro que hizo de la transparencia y la honestidad en el ejercicio de la función pública una práctica de vida. Aquellos que tuvimos el honor de conocerlo y tratarlo sabíamos de su hombría de bien y de su honorabilidad. No sólo tenía una imagen alejada de la corrupción: era un político incorruptible y comprometido con los intereses de la ciudadanía porteña y los valores de la república democrática.
La política argentina perdió indudablemente a un valioso dirigente y demócrata cabal. Un ciudadano ejemplar: toda una vida caracterizada por ética en los propósitos políticos, ética en el ejercicio de la función pública, y ética en la conducta personal. [...] Quienes conocieron en profundidad a Norberto Laporta tienen la certeza de que a lo largo de toda su vida moldeó una personalidad tan definitivamente suya, que otra vez hubiera elegido ser el mismo. Lo despedimos con las mismas palabras que Alejandro Korn pronunció sobre Justo: No fue un divagador abstracto. También él sabía que la política es la ciencia de lo posible. Ninguna visión utópica, ningún lirismo revolucionario, aún en momentos de grandes exaltaciones, no hubo de extraviar la sensatez severa de su juicio.

## Reconocimientos

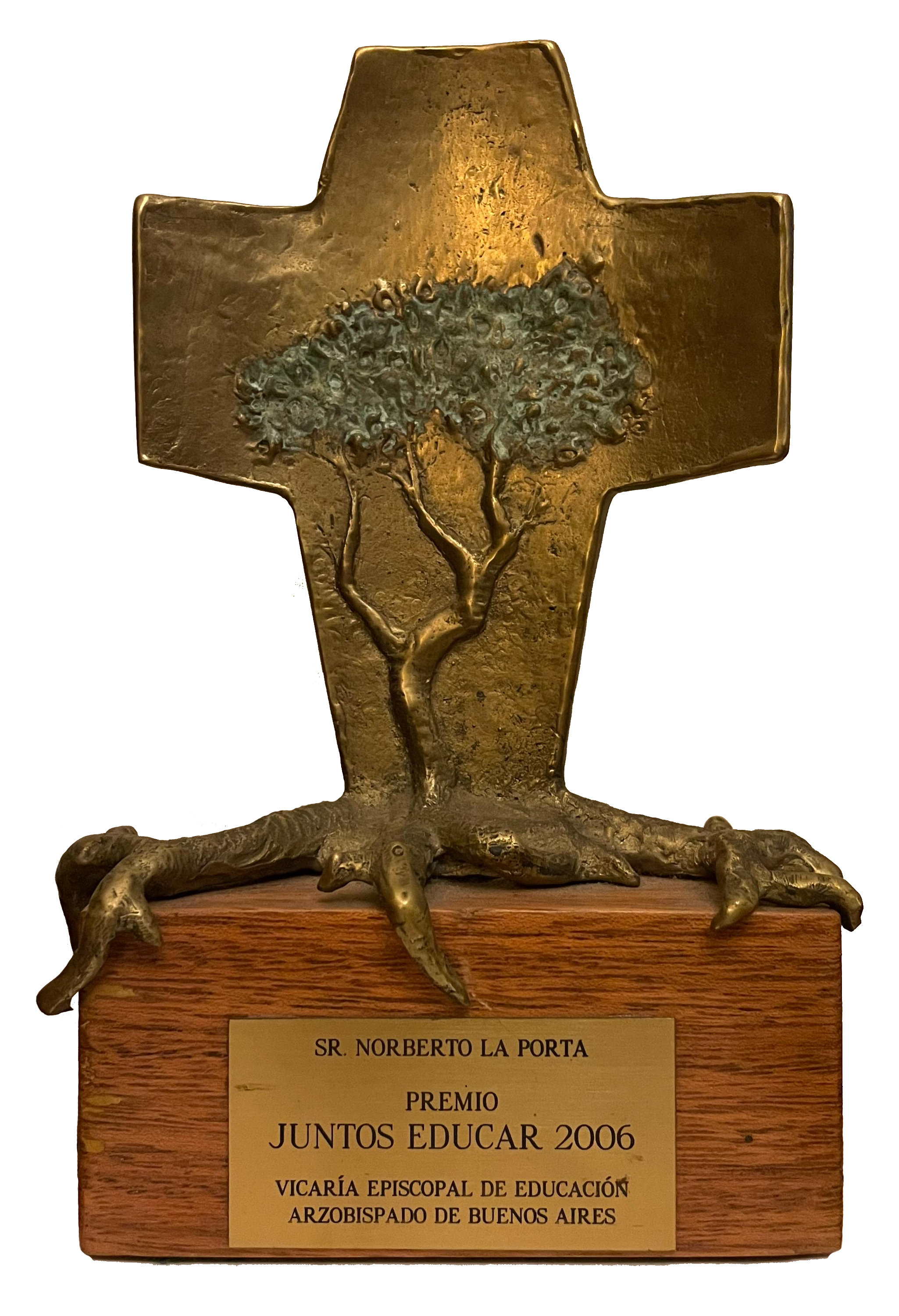
Premio Juntos Educar otorgado a La Porta.

### Premios y honores
- Fue designado miembro de número de la Fundación Raoul Wallenberg.
- Recibió la Orden del Porteño de manos del juez Víctor Sasson, en representación de la Asociación Gardeliana.
- Recibió la Orden del Buzón de parte del Museo ManoBlanca[8] del Barrio de Pompeya.
- 2006, reconocido por el Arzobispado de Buenos Aires, por intermedio de la Vicaría Episcopal de Educación, con el Premio Juntos Educar.

### Copa Norberto La Porta
Desde 2011 a la Copa de Ajedrez de la Legislatura de la Ciudad Autónoma de Buenos Aires, de periodicidad anual, se la llama Torneo  de Ajedrez "Norberto La Porta" por ser el legislador, fanático del deporte, quien impulsó la creación de dicho torneo desde 2005 hasta su concreción en el año 2007. El torneo se mantiene como uno de los más importantes de Argentina.

### Sala Norberto La Porta
En diciembre de 2014 se inaugura la sala "Norberto La Porta" en la biblioteca Carlos Sánchez Viamonte, de la que La Porta fue eje y mentor.